# Виго-Рендена
Виго-Рендена (итал. Vigo Rendena) — коммуна в Италии, располагается в регионе Трентино — Альто-Адидже, в провинции Тренто.
Население составляет 406 человек (2008 г.), плотность населения составляет 6 чел./км². Занимает площадь 4 км². Почтовый индекс — 38080. Телефонный код — 0465.
Покровителем коммуны почитается священномученик Лаврентий, празднование 10 августа.

## Демография
Динамика населения:

## Администрация коммуны
- Официальный сайт: